# Delphinium luteum
Delphinium luteum là một loài thực vật có hoa trong họ Mao lương. Loài này được A.Heller mô tả khoa học đầu tiên năm 1903.

## Hình ảnh

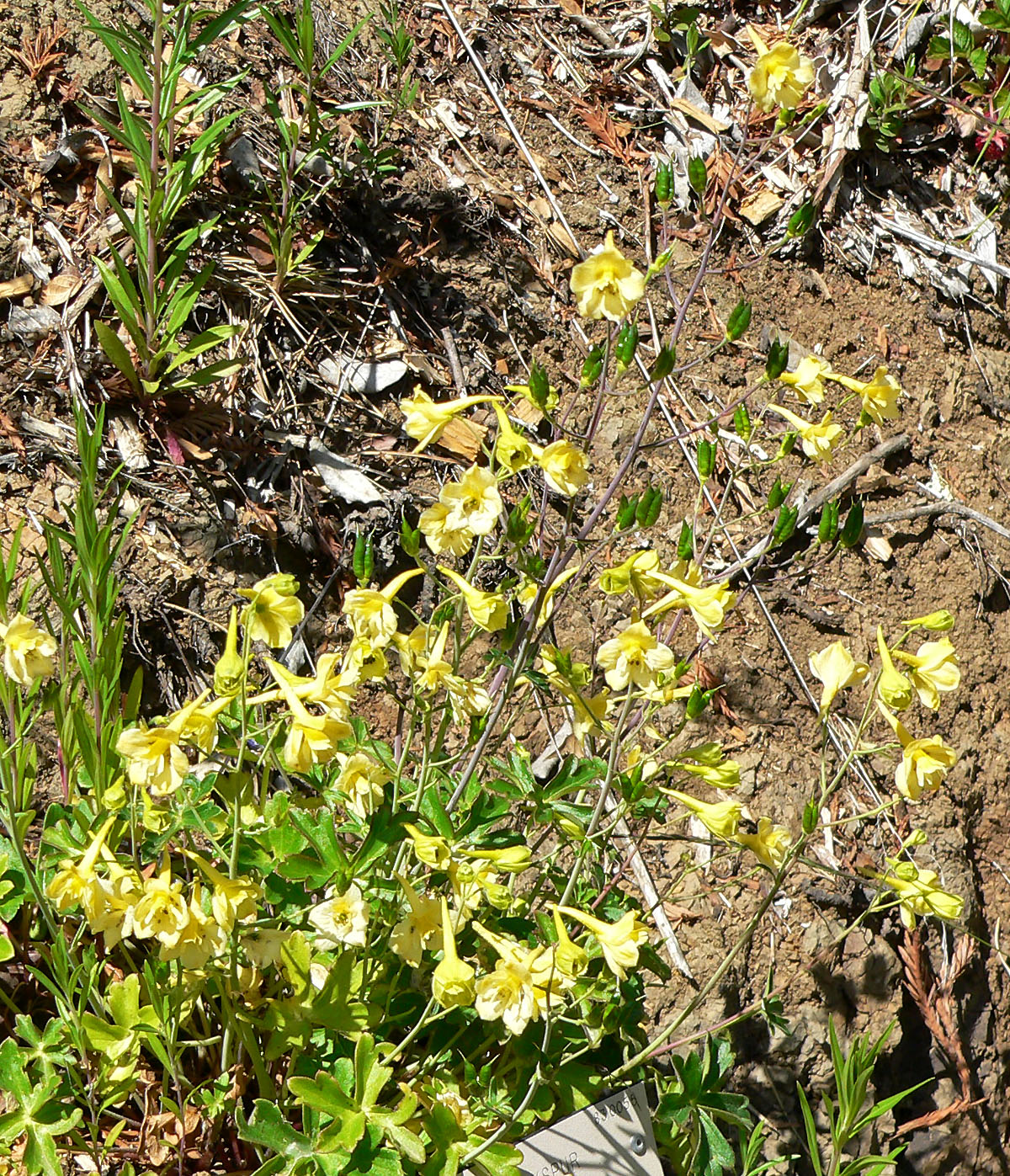
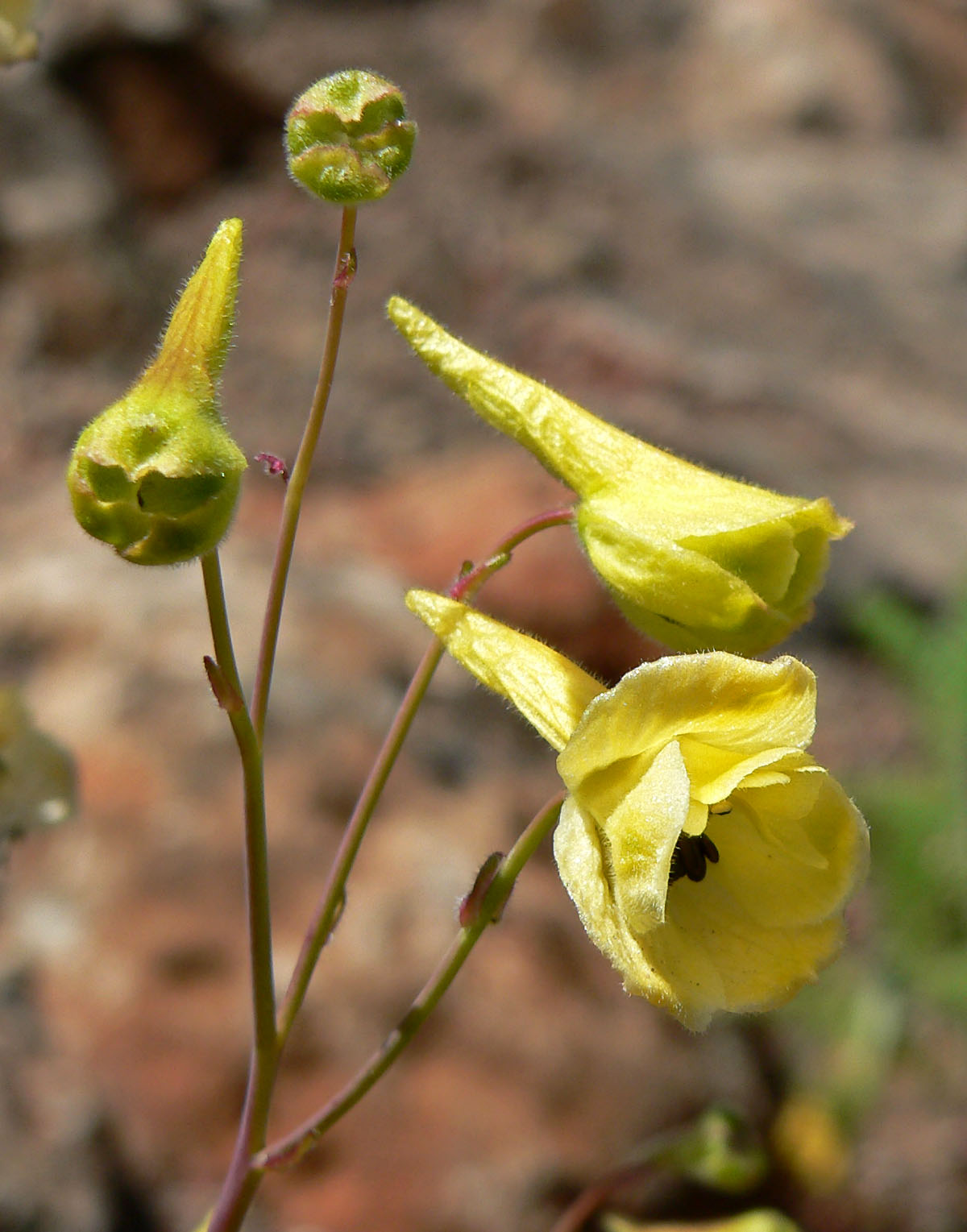
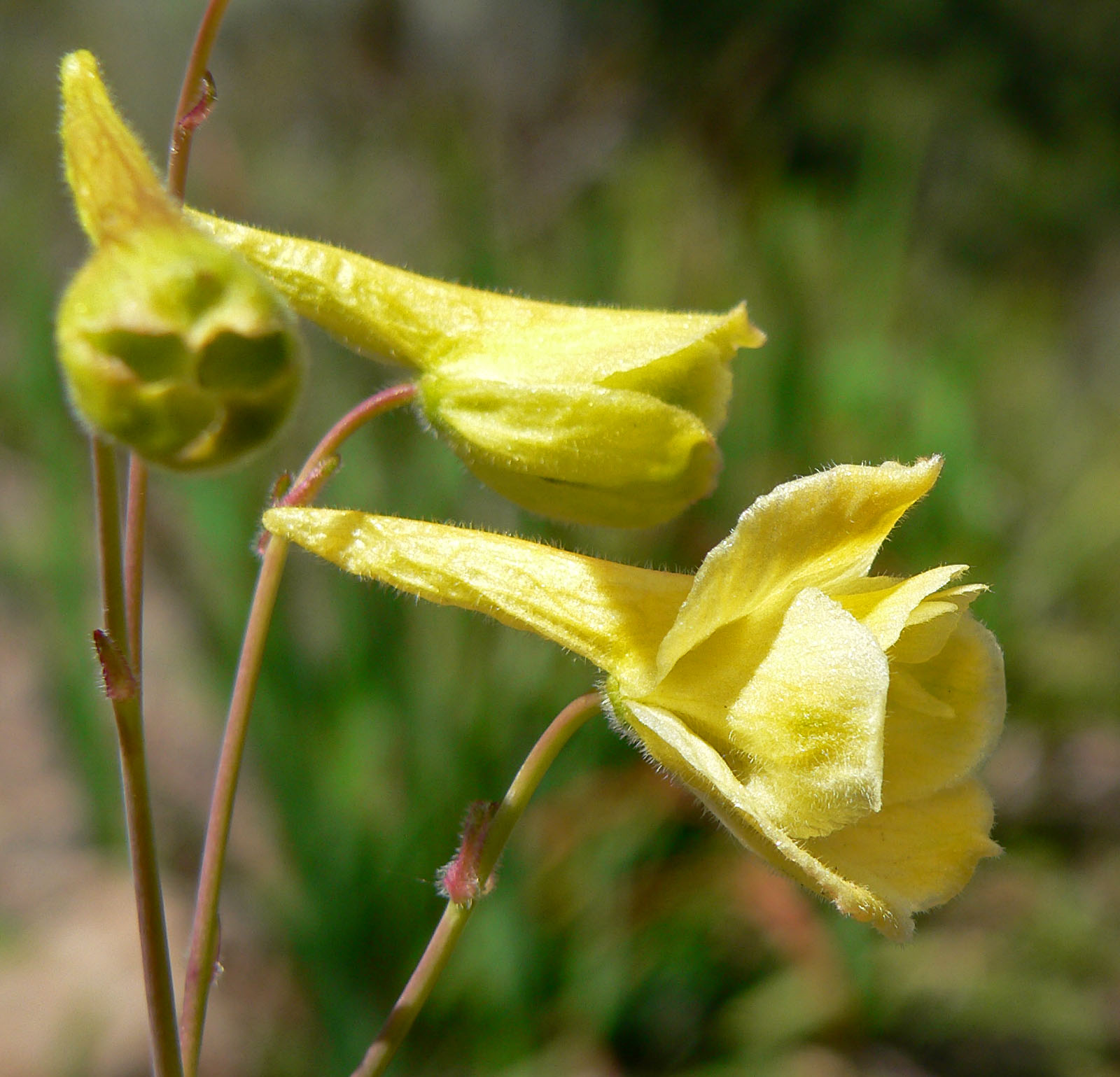
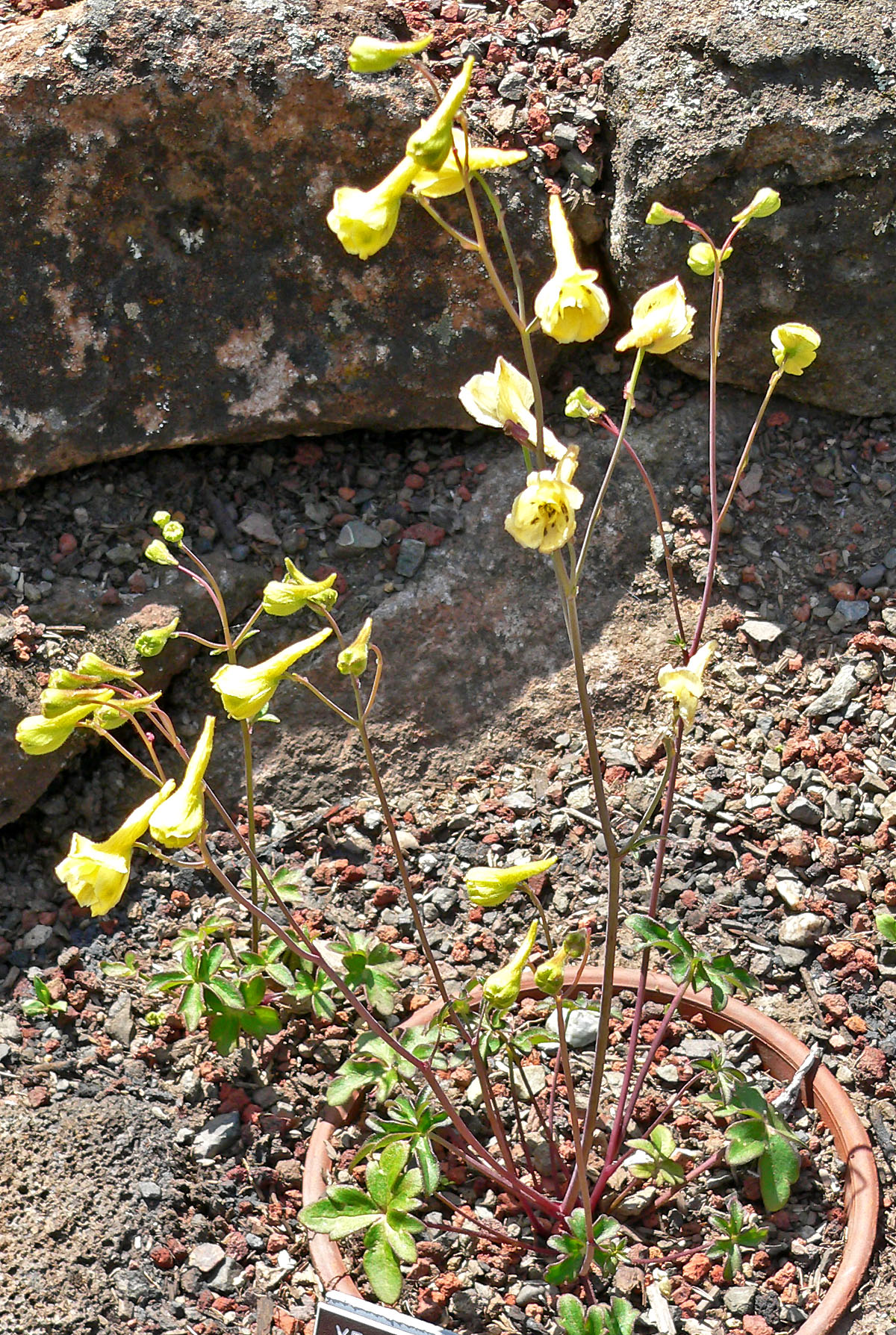